# Anișoara Odeanu
Anișoara Odeanu (n. Doina Stella Grațiana Peteanu, 28 mai 1912, Pădureni, județul Timiș – d. 1 septembrie 1972, Lugoj, județul Timiș) a fost o poetă, prozatoare și jurnalistă română.

## Biografie
S-a născut în familia profesorului Aurel Peteanu, profesor de română și latină, publicist, animator cultural în perioada interbelică, al Lugojului și a Vioricăi (născută Bujigan). Urmează școala elementară la Lugoj și studiile liceale, între anii 1922 și 1929, la Liceul de fete din Timișoara. Urmează cursuri la facultatea de Litere din București între 1929 și 1933. În 1930 și 1931 urmează cursuri de limbă franceză la  Dijon și Grenoble. Studiază dreptul la Universitatea din București începând în 1933 și își ia licența în anul 1936.
La vârsta de 9 ani, în 1922, îi apare poezia După mure în revista Lumea copiilor.
Debutează literar în anul 1934 cu romanul Într-un cămin de domnișoare, care este primit favorabil de critică. George Călinescu numind-o „întâia ingenuă a literaturii române feminine”
A făcut parte din redacțiile Adevărul literar și artistic (1929 - 1934), Universul literar (1937 - 1940), Viața (1940 - 1943). A colaborat și la Revista Fundațiilor Regale, România literară, Viața românească  și pentru câteva publicații bănățene, Semenicul, Banatul, semnând recenzii, reportaje, interviuri, articole de opinie. 
Deoarece în timpul războiului a scris articole antisovietice și chiar o broșură pro-legionară comandată de Ministerul Propagandei, după război este nevoită să se retragă din activitatea literară și se refugiază împreună cu soțul său, doctorul Dan Crivetz, la Vărădia, apoi la Anina, iar, în final, la Lugoj.
Este reabilitată de autoritățile comuniste după anul 1965 și începe să publice, din nou.
Se sinucide în anul 1972. După decesul soțului, scriitoarea s-a îngrijit de toate formalitățile necesare înmormântării, după care s-a închis în propriul dormitor, iar a doua zi, trupul i-a fost găsit fără suflare.

## Opera
- Într-un cămin de domnișoare, București, 1934 -roman;
- Călător din noaptea de Ajun, București, 1936; ediția (Anotimpul pierdut), București, 1971 - roman;
- Fata lui Codru-împărat, București, 1939 - poezie;
- Ciudata viață a poetului, București, 1942;
- Moartea în cetate, București, 1943 - poezie;
- Noaptea creației, București, 1943 - poezie;
- Sub lumina verii, București, 1967 - nuvele;
- Nedumeririle lui Duduță, București, 1969 - nuvele;
- Legile jocului, București, 1972 - roman;
- Acele lucruri mari, București, 1973 - roman;
- Domnișoara Lou și trandafirul galben, ediție îngrijită și prefață de Cornel Ungureanu, Timișoara, 1985 - nuvele;
- Katinka sau fantomele de la Valea Lungă, Timișoara, 2010 - roman.

## In memoriam
- Casa în care a crescut în Lugoj poartă o placă comemorativă, dezvelită la 1 iunie 2012;[6]
- O stradă și o școală din Lugoj îi poartă numele;
- O stradă din Timișoara îi poartă numele.